# Declan Forde
Declan Forde (* 1992 in Glasgow) ist ein britischer Pianist, der auch als Jazz- und Improvisationsmusiker hervorgetreten ist.

## Wirken
Forde arbeitete als Begleiter der Sängerin Rachel Sermanni auf Tourneen und spielte Klavier auf ihren Alben The Bothy Sessions (2011) und So It Turns (2019). Auch gehörte er in Glasgow zu dem Free-Jazz-Quartett Scaffolding, dem Simon Read Octet und dem Jean Watson Collective. 2015 war er bei den Finalisten im Wettbewerb des Glasgow Jazz Festival.
Seit 2014 lebt Forde in Berlin. Dort kuratierte er zusammen mit dem Bassisten James Banner die Konzertreihe Practically Married im Jazzclub Donau115, wo sie mit Musikern wie Percy Pursglove, Tobias Delius, Rudi Mahall, Igor Spallati, Birgitta Flick, Evi Filippou oder Max Andrzejewski auftraten. Sie veröffentlichten ihr erstes Album Circus featuring João Lopes Pereira im Oktober 2018; 2020 folgten drei weitere Aufnahmen. Seit 2016 trat er im Duo mit Greg Cohen auf. Auch gehört er zu James Banners Usine (How It Will Be After, Klaeng Records). 2023 präsentierte er sein Quintett. Weiterhin spielte er traditionellen Jazz und frei improvisierte Musik in immer wieder neuen Kombinationen mit lokal und international lebenden Musikern. 
Zudem tritt Forde regelmäßig als Solist auf. Er wurde von den Berliner Festspielen eingeladen, im Rahmen der Installation Antoine’s Organ des amerikanischen Künstlers Rashid Johnson im Lichthof des Berliner Gropiusbaus von September bis Dezember 2019 seine Musik zu spielen. Er ist auch auf dem Album von Meschiya Lake & The New Movement zu hören.